# Birgit Rabisch
Birgit Rabisch (née le 9 janvier 1953 à Hambourg) est une écrivaine allemande.

## Biographie
Elle a vécu avec ses grands-parents pendant ses dix premières années, puis avec sa famille à partir de 1963.
Elle a étudié la sociologie et la langue allemande à l'université de Hambourg.
Elle vit actuellement[Quand ?] de sa plume à Hambourg-Eimsbüttel.

## Œuvres
Elle écrit des poèmes, des nouvelles et des romans.
En 1994, son roman Jonas 7 : clone (Duplik Jonas 7 en VO) obtient un prix du Land de Rhénanie-du-Nord-Westphalie.
Ses livres abordent la thématique du génie génétique (comme dans Jonas 7 : clone), mais aussi de la responsabilité du chercheur (Warten auf den Anruf, 2009).